# مارك مورتون
مارك مورتون (بالإنجليزية: Mark Morton)‏ هو سياسي أسترالي، ولد في 28 سبتمبر 1865، وتوفي في 28 سبتمبر 1938. انتخب عضو الجمعية التشريعية نيو ساوث ويلز.